# TRUDE

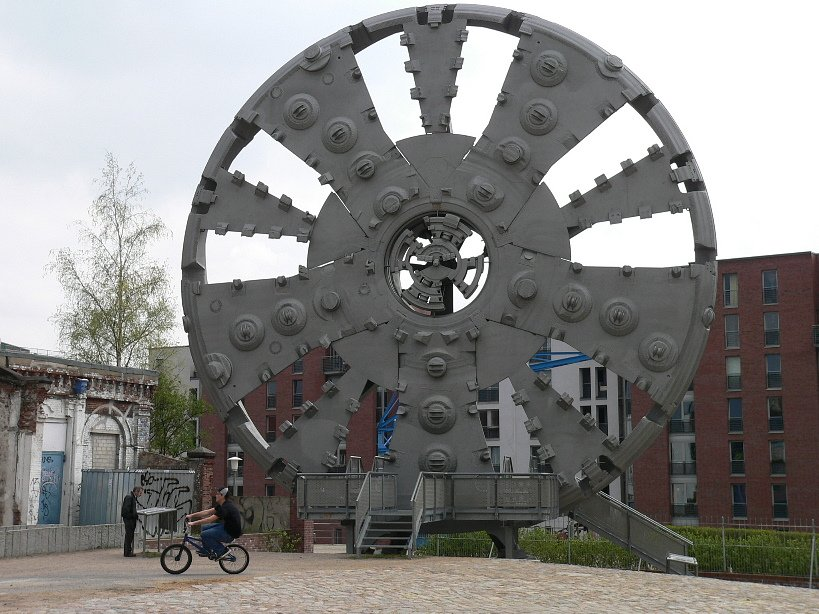
Scudo della fresa per l'Elbtunnel TRUDE

Lo scudo TBM TRUDE, acronimo di Tief Runter Unter Die Elbe, è stato con un diametro di 14,20 metri, il più grande TBM del mondo. Per lo sviluppo del neuen Elbtunnel a Amburgo venne usato dall'ottobre 1997 al marzo 2000 per il tunnel lungo 2.560 metri sotto il letto del fiume Elba. Con un peso totale di oltre 2.000 tonnellate e una rimonzione di 400.000 metri cubi di materiale, aveva un avanzamento giornaliero di 6 metri.
Lo scudo TRUDE in „Mixschildtechnik“ con cinque raggi fresanti principali e la parte centrale di afflusso d'acqua è stato costruito dalla Herrenknecht di Schwanau e pesa 380 tonnellate. TRUDE ha 111 lame taglienti e 31 ruote per la frantumazione delle rocce dure.
Grazie all'azienda costruttrice e a dei privati, la ruota scudo è presente dal 2001 al Museum der Arbeit di Hamburg-Barmbek.